# Bobby London
Pour les articles homonymes, voir London.
Bobby London (né le 29 juin 1950 à Brooklyn) est un auteur de bande dessinée américain.

## Biographie
Figure emblématique de l'underground, il fut un membre du collectif Air Pirates avec Shary Flenniken, sa compagne à l'époque, et avec Dan O'Neill, Gary Hallgren et Ted Richards. Le groupe est au cœur d'un procès intenté en 1971 par la société Disney à cause de la publication Air Pirates Funnies. En 1972, Bobby London emmène son personnage Dirty Duck dans le National Lampoon (et plus tard dans le journal Playboy). 
Influencé par les dessinateurs de l'entre-deux-guerre comme George Herriman, Elzie Crisler Segar, Bud Fisher, Al Capp, Billy DeBeck ou Walt Kelly, il dessine Popeye pour le King Features Syndicate entre 1986 et 1992.

## Prix
- 1978 :  Prix Yellow-Kid à disposition du jury, pour l'ensemble de son œuvre